# Stracena
Stracena is een geslacht van vlinders van de familie spinneruilen (Erebidae), uit de onderfamilie Lymantriinae.

## Soorten
- S. aegrota Le Cerf, 1922
- S. bananae (Butler, 1897)
- S. bananoides (Hering, 1927)
- S. barnsdi (Collenette, 1930)
- S. barnsi Collenette, 1930
- S. bipunctata (Holland, 1893)
- S. eximia (Holland, 1893)
- S. flavescens Aurivillius, ????
- S. flavipectus (Swinhoe, 1903)
- S. fuscivena Swinhoe, 1903
- S. kamengo Collenette, 1936
- S. mongumbana Schultze, 1934
- S. oloris (Hering, 1926)
- S. pellucida Grünberg, 1907
- S. promelaena (Holland, 1893)
- S. striata Schultze, 1934
- S. sulphureivena (Aurivillius, 1905)
- S. summisa Hering, 1927
- S. tavetensis (Holland, 1892)
- S. telesilla (Druce, 1899)
- S. tottea (Swinhoe, 1903)